# Tienes 1 minuto
Tienes 1 minuto es un programa emitido en la cadena televisiva Cuatro. En él, cuatro chicas buscan su chico perfecto, para ello hay muchos candidatos que tienen que intentar conquistarlas en apenas 1 minuto. Los jóvenes deben mostrar lo mejor de ellos para que éstas decidan si les interesa o no. El chico elegido tendrá una cita con la chica que le haya elegido.
El programa, presentado por Luján Argüelles, se emitió desde el 11 de abril de 2011 hasta el 8 de julio de ese mismo año, siendo retirado por falta de audiencia cuando se habían emitido 63 programas y a falta de emitir los 5 últimos que quedaban grabados. Estos se subieron a la web de vídeos de Cuatro.

## Mecánica
Cinco mujeres solteras deben elegir una cita de una cinta transportadora desde donde sale un hombre cada sesenta segundos. En ese momento, el chico debe hacer lo que sea necesario para impresionar a una de las chicas. Si una mujer está interesada, el compañero debe hacerse a un lado y esperar mientras pasan el resto de los solteros.

## Equipo

### Presentadora
| Presentador/a   | Información  | Cuatro (canal de televisión) |
| Presentador/a   | Información  | 2011                         |
| --------------- | ------------ | ---------------------------- |
| Luján Argüelles | Presentadora |                              |

## Elecciones
| Chica     | Lugar de residencia    | Edad | Elección     | Aceptó           |
| --------- | ---------------------- | ---- | ------------ | ---------------- |
| Laura     | Madrid                 | 20   | Rubén        | SI               |
| Nekane    | Bilbao                 | 23   | David        | SI               |
| Giada     | Marbella               | 22   | Borja        | NO               |
| Sandra    | Sevilla                | 23   | Borja        | SI               |
| Bestsaida | Las Palmas             | 20   | Jorge        | SI               |
| Cristina  | Valencia               | 19   | Daniel       | NO               |
| Eva       | Gijón                  | 21   | Manuel       | SI               |
| Silvia    | Valencia               | 25   | Fausto       | SI               |
| Lorena    | Valencia               | 22   | Nacho        | SI               |
| Maite     | Bilbao                 | 24   | Oscar        | SI               |
| Yolanda   | Cádiz                  | 24   | Miguel Ángel | Si               |
| Verónica  | Sevilla                | 23   | Gaizka       | SI               |
| Virginia  | Barcelona              | 25   | Joel         | SI               |
| Marta     | Granada                | 19   | Iván         | SI               |
| Karla     | Madrid                 | 21   | Martín       | SI               |
| Noelia    | Elche                  | 20   | Alejandro    | NO               |
| Rocío     | Santiago de Compostela | 22   | Antonio      | SI               |
| Lucía     | Zaragoza               | 27   | Alonso       | SI               |
| Sandra    | Valencia               | 21   | Manuel       | SI               |
| Sara      | Madrid                 | 20   | Andrés       | SI               |
| Blanca    | Madrid                 | 20   | Francisco    | SI               |
| Gisela    | Santiago de Compostela | 24   | Fran         | SI               |
| Megan     | Málaga                 | 22   | Jonathan     | SI               |
| Cristina  | Valencia               | 19   | Rubén        | SI               |
| Daniela   | Las Palmas             | 25   | Carlos       | SI               |
| Sara      | La Coruña              | 19   | Cabello      | SI               |
| María     | Madrid                 | 20   | Tony         | SI               |
| Macarena  | Madrid                 | 20   | Borja        | SI               |
| Priscila  | Málaga                 | 20   | Gonzalo      | NO               |
| Laia      |                        | 24   | Rudi         | SI               |
| Soraya    | Tarragona              | 23   | Rubén        | NO               |
| Adriana   | Bilbao                 | 22   | Rafa         | SI               |
| Aurora    | Cádiz                  | 26   | David        | SI               |
| Ruth      | Barcelona              | 22   | Roberto      | SI               |
| Sandra    | Málaga                 | 20   | Canario      | SI               |
| Ana       | Madrid                 | 28   | Adán         | NO               |
| Raquel    | Bilbao                 | 21   | Sergio T.    | SI               |
| Noelia    | Madrid                 | 18   | Lolo         | SI               |
| Vero      | Mallorca               | 20   | Cristian     | SI               |
| Mayte     | Sevilla                | 28   | Victor       | SI               |
| Raquel    | Salamanca              | 28   | Jaime        | SI               |
| Mary      | Badajoz                | 22   | Dani         | SI               |
| Erma      | Girona                 | 22   | Manuel       | NO               |
| Cristina  | Tarragona              | 23   |              | Abandono forzado |
| Elisabeth | Barcelona              | 27   | Juli         | SI               |
| Isabel    | Santander              | 19   | Jesús        | NO               |
| Jennifer  | Gerona                 | 21   | Javi Rojas   | NO               |
| Paula     | Alicante               | 24   | Albert       | SI               |
| Esther    | Madrid                 | 27   | Sergio       | SI               |
| Loyda     | Mallorca               | 25   | Carlos       | NO               |
| Laura     | Madrid                 | 24   | Dani         | NO               |
| Wei       | China                  | 22   | Pau          | SI               |
| Natalia   | Valencia               | 20   | Jonny        | SI               |
| Melanye   | Madrid                 | 21   | Ashael       | SI               |
| Jéssica   | Gerona                 | 26   | Ángel        | SI               |
| Loli      | Santander              | 21   | Carlos       | SI               |

| Color | Explicación         |
| ----- | ------------------- |
|       | Encontró el amor    |
|       | No encontró el amor |
|       | Expulsión           |

## Temporadas y episodios
| Temporada | Temporada | Episodios | Estreno             | Final               | Audiencia media |
| --------- | --------- | --------- | ------------------- | ------------------- | --------------- |
|           | 1         | 68        | 11 de abril de 2011 | 15 de julio de 2011 | 298 000 (3,0%)  |

### Audiencias
| 1  | 11 de abril de 2011 | 328 000 (3,6%) |
| 2  | 12 de abril de 2011 | 316 000 (3,4%) |
| 3  | 13 de abril de 2011 | 286 000 (3,3%) |
| 4  | 14 de abril de 2011 | 315 000 (3,6%) |
| 5  | 15 de abril de 2011 | 292 000 (3,2%) |
| 6  | 18 de abril de 2011 | 356 000 (3,8%) |
| 7  | 19 de abril de 2011 | 323 000 (3,4%) |
| 8  | 20 de abril de 2011 | 331 000 (3,4%) |
| 9  | 21 de abril de 2011 | 380 000 (3,5%) |
| 10 | 25 de abril de 2011 | 452 000 (4,4%) |
| 11 | 26 de abril de 2011 | 303 000 (3,2%) |
| 12 | 27 de abril de 2011 | 319 000 (3,4%) |
| 13 | 28 de abril de 2011 | 287 000 (3,1%) |
| 14 | 29 de abril de 2011 | 335 000 (3,2%) |
| 15 | 2 de mayo de 2011   | 423 000 (3,6%) |
| 16 | 3 de mayo de 2011   | 326 000 (3,3%) |
| 17 | 4 de mayo de 2011   | 396 000 (4,2%) |
| 18 | 5 de mayo de 2011   | 357 000 (3,9%) |
| 19 | 6 de mayo de 2011   | 331 000 (3,3%) |
| 20 | 9 de mayo de 2011   | 326 000 (3,3%) |
| 21 | 10 de mayo de 2011  | 298 000 (3,2%) |
| 22 | 11 de mayo de 2011  | 299 000 (3,0%) |
| 23 | 12 de mayo de 2011  | 294 000 (3,1%) |
| 24 | 13 de mayo de 2011  | 247 000 (2,5%) |
| 25 | 16 de mayo de 2011  | 306 000 (3,2%) |
| 26 | 17 de mayo de 2011  | 289 000 (2,9%) |
| 27 | 18 de mayo de 2011  | 256 000 (2,6%) |
| 28 | 19 de mayo de 2011  | 286 000 (2,9%) |
| 29 | 20 de mayo de 2011  | 300 000 (2,9%) |
| 30 | 23 de mayo de 2011  | 300 000 (3,0%) |
| 31 | 24 de mayo de 2011  | 273 000 (2,7%) |
| 32 | 25 de mayo de 2011  | 241 000 (2,5%) |
| 33 | 26 de mayo de 2011  | 201 000 (2,1%) |
| 34 | 27 de mayo de 2011  | 263 000 (2,6%) |
| 35 | 30 de mayo de 2011  | 284 000 (2,7%) |
| 36 | 31 de mayo de 2011  | 243 000 (2,3%) |
| 37 | 1 de junio de 2011  | 277 000 (2,7%) |
| 38 | 2 de junio de 2011  | 295 000 (2,9%) |
| 39 | 3 de junio de 2011  | 284 000 (2,7%) |
| 40 | 6 de junio de 2011  | 292 000 (2,7%) |
| 41 | 7 de junio de 2011  | 287 000 (2,6%) |
| 42 | 8 de junio de 2011  | 326 000 (3,2%) |
| 43 | 9 de junio de 2011  | 310 000 (3,0%) |
| 44 | 10 de junio de 2011 | 339 000 (3,8%) |
| 45 | 13 de junio de 2011 | 352 000 (3,3%) |
| 46 | 14 de junio de 2011 | 302 000 (2,9%) |
| 47 | 16 de junio de 2011 | 292 000 (2,9%) |
| 48 | 17 de junio de 2011 | 297 000 (2,9%) |
| 49 | 20 de junio de 2011 | 312 000 (3,1%) |
| 50 | 21 de junio de 2011 | 296 000 (2,8%) |
| 51 | 22 de junio de 2011 | -              |
| 52 | 23 de junio de 2011 | 311 000 (2,9%) |
| 53 | 24 de junio de 2011 | -              |
| 54 | 27 de junio de 2011 | 279 000 (2,6%) |
| 55 | 28 de junio de 2011 | 246 000 (2,3%) |
| 56 | 29 de junio de 2011 | 246 000 (2,4%) |
| 57 | 30 de junio de 2011 | 256 000 (2,5%) |
| 58 | 1 de julio de 2011  | -              |
| 59 | 4 de julio de 2011  | 228 000 (2,2%) |
| 60 | 5 de julio de 2011  | 233 000 (2,3%) |
| 61 | 6 de julio de 2011  | 249 000 (2,4%) |
| 62 | 7 de julio de 2011  | 217 000 (2,2%) |
| 63 | 8 de julio de 2011  | 207 000 (1,9%) |
| 64 | 11 de julio de 2011 | -              |
| 65 | 12 de julio de 2011 | -              |
| 66 | 13 de julio de 2011 | -              |
| 67 | 14 de julio de 2011 | -              |
| 68 | 15 de julio de 2011 | -              |